# Trypoxylon clavicerum
Trypoxylon clavicerum är en stekelart som beskrevs av Amédée Louis Michel Lepeletier och Jean Guillaume Audinet Serville 1828. Trypoxylon clavicerum ingår i släktet Trypoxylon, och familjen Crabronidae. Arten är reproducerande i Sverige.